# Omonoia Aradippou
L'Omonia Aradippou (in greco Ομόνοια Αραδίππου) è una squadra di calcio cipriota con sede nella città di Aradhippou. Milita nella A' Katīgoria, la massima serie cipriota.

## Storia
Fondato nel 1929, dal 1978 ha sempre militato tra prima e seconda Divisione, con la sola eccezione della stagione 2002-2003 in cui, per altro risalì immediatamente in Seconda Divisione. Vanta una decina di partecipazioni nella massima serie cipriota, da cui manca dalla stagione '95-'96.
Non ha mai partecipato a competizioni UEFA, mentre nella Coppa nazionale vanta diverse qualificazioni ai quarti di finale a cavallo tra gli anni '80 e '90.

## Palmarès

### Competizioni nazionali
- B' Katīgoria: 2

1977-1978, 1992-1993, 2023-2024

### Altri piazzamenti
- B' Katīgoria:

Secondo posto: 1985-1986, 1987-1988, 1990-1991

## Organico

### Rosa
| N. |                        | Ruolo | Calciatore              |
| -- | ---------------------- | ----- | ----------------------- |
| 3  | Cipro (bandiera)       | D     | Michalis Michael        |
| 4  | Paesi Bassi (bandiera) | D     | Stanley Tailor          |
| 5  | Cipro (bandiera)       | D     | Avraam Avraam           |
| 6  | Cipro (bandiera)       | C     | Prodromos Alambritis    |
| 7  | Grecia (bandiera)      | D     | Demetris Maris          |
| 9  | Cipro (bandiera)       | A     | Constantinos Georgiades |
| 10 | Cipro (bandiera)       | A     | Kyriacos Chailis        |
| 11 | Marocco (bandiera)     | A     | Hicham Chirouf          |
| 12 | Cipro (bandiera)       | C     | Andreas Kyriacou        |
| 13 | Cipro (bandiera)       | D     | Andreas Andreou         |
| 14 | Cipro (bandiera)       | D     | Nicolas Katsouris       |
| 16 | Cipro (bandiera)       | P     | Giōrgos Christodoulou   |
| 17 | Cipro (bandiera)       | C     | Marios Laifis           |

| N. |                          | Ruolo | Calciatore                |
| -- | ------------------------ | ----- | ------------------------- |
| 18 | Cipro (bandiera)         | C     | Antonis Panagi            |
| 19 | Cipro (bandiera)         | D     | Constantinos Pris         |
| 20 | Cipro (bandiera)         | C     | Aristos Aristodemou       |
| 21 | Cipro (bandiera)         | A     | Andreas Kyprianou         |
| 22 | Cipro (bandiera)         | C     | Chrysafis Chrysafi        |
| 23 | Cipro (bandiera)         | P     | Giannis Parpounas         |
| 24 | Cipro (bandiera)         | P     | Constantinos Constantinou |
| 25 | Senegal (bandiera)       | C     | Stéphane Badji            |
| 27 | Cipro (bandiera)         | C     | Sergis Avraam             |
| 33 | Ungheria (bandiera)      | P     | Zoltán Nagy               |
| 45 | Cipro (bandiera)         | P     | Michalis Varvaritis       |
| 86 | Guinea-Bissau (bandiera) | C     | Rodilson                  |
| 88 | Cipro (bandiera)         | D     | Michalis Efthymiou        |